# Lớp tàu kiểm ngư TK-1428C
TK-1482C là một lớp tàu tuần tra cỡ nhỏ do một loạt các nhà máy đóng tàu trực thuộc SBIC thi công và đóng tại Việt Nam.

## Thông tin
Do nhiều lý do, không thể thống kê chính xác số lượng tàu lớp TK-1482C được biên chế cho KNVN.
Tới năm 2019, vẫn chưa có dấu hiệu sẽ tiếp tục thi công đóng mới các tàu TK-1482C cho các lực lượng kiểm ngư, cảnh sát biển hay biên phòng, tuy nhiên các tàu vỏ thép dành cho lực lượng Hải đội dân quân thường trực bởi nhà máy Z189 Sông Cấm thuộc giai đoạn 1(2019- 2022) cùng 6 đơn vị khác thuộc Tổng cục CNQP và Quân chủng Hải quân thi công có thông số kỹ thuật tương đồng với TK-1482C, với định hướng xây dựng lực lượng 126 tàu hải đội dân quân thường trực cho 14 tỉnh, thành có biên giới biển.

## Vũ trang
Về vũ trang, tàu được trang bị súng máy phòng không 14,5 mm.
Súng máy 14.5mm (Súng máy 14.5mm MTPU): súng được thiết kế để lắp đặt trên tàu chiến, tầm bắn đến 2000m và độ cao đến 1500m. Để bắn mục tiêu trên không, trên mặt biển và mặt đất, có thể dùng các loại đạn xuyên phá B-32, đạn vạch đường BZT và đạn phá MDZ với tốc độ bắn ít nhất 450 viên/phút và cơ số đạn 1500 viên. Tàu được trang bị 2 khẩu 14.5mm, với trọng lượng của hệ thống súng và giá súng tổng cộng khoảng 400 kg, hệ thống súng máy dài 2.8m, rộng 0.865m, cao 1.5-1.8m với góc bắn mục tiêu trên cao từ - 15 độ đến + 60 độ.